# Krasniqi
Krasniqi, även kallad Dukagjin, var en muslimsk stam i ett område med samma namn i distriktet Tropoja i norra Albanien.